# Stor-Grundträsket
Stor-Grundträsket är en sjö i Överkalix kommun i Norrbotten och ingår i Kalixälvens huvudavrinningsområde. Sjön har en area på 6,1 kvadratkilometer och ligger 36 meter över havet. Stor-Grundträsket ligger i Torne och Kalix älvsystem Natura 2000-område. Sjön avvattnas av vattendraget Alsån (Pilkån).

## Delavrinningsområde
Stor-Grundträsket ingår i det delavrinningsområde (737553-181845) som SMHI kallar för Utloppet av Stor-Grundträsket. Medelhöjden är 56 meter över havet och ytan är 31,58 kvadratkilometer. Räknas de 15 avrinningsområdena uppströms in blir den ackumulerade arean 361,28 kvadratkilometer. Alsån (Pilkån) som avvattnar avrinningsområdet har biflödesordning 2, vilket innebär att vattnet flödar genom totalt 2 vattendrag innan det når havet efter 77 kilometer. Avrinningsområdet består mestadels av skog (52 procent) och sankmarker (21 procent). Avrinningsområdet har 6,09 kvadratkilometer vattenytor vilket ger det en sjöprocent på 19,3 procent.